# Hemiphracta
Hemiphracta is een geslacht van kevers uit de familie bladkevers (Chrysomelidae).
De wetenschappelijke naam van het geslacht werd in 1902 gepubliceerd door Julius Weise.

## Soorten
- Hemiphracta clavicornis (Karsch, 1881)
- Hemiphracta lurida (Allard, 1890)